# Philodendron brewsterense
Philodendron brewsterense är en kallaväxtart som beskrevs av Thomas Bernard Croat. Philodendron brewsterense ingår i släktet Philodendron och familjen kallaväxter.
Artens utbredningsområde är Panamá. Inga underarter finns listade.